# Kliuciove, Kirovske
Kliuciove (în ucraineană Ключове) este un sat în comuna Pervomaiske din raionul Kirovske, Republica Autonomă Crimeea, Ucraina.

## Demografie
Componența lingvistică a localității Kliuciove
     Tătară crimeeană (81,71%)
     Rusă (18,29%)
Conform recensământului din 2001, majoritatea populației localității Kliuciove era vorbitoare de tătară crimeeană (81,71%), existând în minoritate și vorbitori de rusă (18,29%).